# Corduente
Corduente  é um município da Espanha na província de Guadalaxara, comunidade autónoma da Castela-Mancha. Tem 232,9 km² de área e em 2021 tinha  habitantes (densidade: 1,5 hab./km²).

## Demografia
| Variação demográfica do município entre 1991 e 2004 | Variação demográfica do município entre 1991 e 2004 | Variação demográfica do município entre 1991 e 2004 | Variação demográfica do município entre 1991 e 2004 |
| --------------------------------------------------- | --------------------------------------------------- | --------------------------------------------------- | --------------------------------------------------- |
| 1991                                                | 1996                                                | 2001                                                | 2004                                                |
| 500                                                 | 481                                                 | 457                                                 | 430                                                 |